# Décès en mai 1995
Décès
- 1991
- 1992
- 1993
- 1994
- 1995
- 1996
- 1997
- 1998
- 1999

Pour une information complémentaire, voir la page d'aide.

| Date   | Nom                           | Activités                                                                                        | Âge | Source |
| ------ | ----------------------------- | ------------------------------------------------------------------------------------------------ | --- | ------ |
| 1 mai  | Louis Bénisti                 | Peintre et sculpteur français                                                                    | 91  |        |
| 2 mai  | Germaine Gardey               | Peintre française.                                                                               | 90  |        |
| 2 mai  | Michael Hordern               | Acteur britannique.                                                                              | 83  |        |
| 2 mai  | Maidie Norman                 | Actrice américaine.                                                                              | 85  |        |
| 4 mai  | Lewis T. Preston              | Américain, huitième président du groupe de la Banque mondiale                                    | 68  | (en)   |
| 5 mai  | Mikhaïl Botvinnik             | Joueur d'échecs russe                                                                            | 83  |        |
| 6 mai  | Maria Pia de Bragança         | Duchesse de Bragança                                                                             | 88  |        |
| 6 mai  | Antoine Serra                 | Peintre et graveur français d'origine sarde                                                      | 87  |        |
| 9 mai  | Joseph Duhautoy-Schuffenecker | Aumônier militaire, compagnon de la Libération                                                   | 86  |        |
| 10 mai | Georges Candilis              | Architecte franco-grec                                                                           | 82  |        |
| 10 mai | Jimmy Raney                   | Guitariste de jazz américain                                                                     | 67  |        |
| 11 mai | José T. Joya                  | Artiste philippin spécialisé dans la gravure, la peinture, les techniques mixtes et la céramique | 63  | (en)   |
| 11 mai | John Phillips                 | Acteur britannique                                                                               | 80  | (en)   |
| 12 mai | Ștefan Kovács                 | Footballeur roumain, entraîneur et ancien sélectionneur de la Roumanie et de la France           | 74  |        |
| 12 mai | Sylvain Vouillemin            | Compositeur, pianiste et chef d'orchestre belge                                                  | 85  | (pdf)  |
| 12 mai | Mia Martini                   | Chanteuse italienne                                                                              | 47  |        |
| 13 mai | Bernard Conte                 | Peintre français                                                                                 | 63  |        |
| 14 mai | Jean Laurent                  | Footballeur international français devenu entraîneur                                             | 88  |        |
| 15 mai | Édouard Dermit                | Acteur et peintre français                                                                       | 70  |        |
| 15 mai | Jean-Adrien Mercier           | Peintre, affichiste et illustrateur français                                                     | 95  |        |
| 15 mai | Eric Porter                   | Acteur britannique                                                                               | 67  | (en)   |
| 16 mai | Lola Flores                   | Actrice espagnole                                                                                | 72  |        |
| 18 mai | Elizabeth Montgomery          | Actrice américaine                                                                               | 62  |        |
| 18 mai | André-François Marescotti     | Compositeur suisse                                                                               | 93  |        |
| 18 mai | Henri Laborit                 | Scientifique, philosophe et écrivain français                                                    | 80  |        |
| 18 mai | Alexander Godunov             | Danseur et acteur soviétique naturalisé américain.                                               | 45  |        |
| 18 mai | Elisha Cook Jr.               | Acteur américain                                                                                 | 91  |        |
| 20 mai | Maurice Banide                | Footballeur international français devenu entraîneur                                             | 90  |        |
| 20 mai | Auguste Mabika Kalanda        | Homme politique congolais                                                                        | 62  |        |
| 21 mai | Agnelo Rossi                  | Cardinal brésilien, doyen du collège cardinalice                                                 | 82  |        |
| 22 mai | Robert Flemyng                | Acteur anglais                                                                                   | 83  |        |
| 24 mai | Harold Wilson                 | Homme politique britannique                                                                      | 79  |        |
| 25 mai | Dany Robin                    | Actrice française                                                                                | 68  |        |
| 27 mai | Jan Meyer                     | Peintre, lithographe et graveur au carborundum néerlandais                                       | 67  |        |
| 27 mai | Jean Vénitien                 | Peintre et illustrateur français                                                                 | 84  |        |
| 30 mai | Ted Drake                     | Footballeur international anglais devenu entraîneur                                              | 82  |        |
| 30 mai | Anne Français                 | Peintre, aquarelliste, pastelliste et lithographe française                                      | 86  |        |
| 30 mai | Jean Gaston Mantel            | Peintre français                                                                                 | 80  |        |
| 30 mai | Giuseppe Sartore              | Coureur cycliste italien                                                                         | 58  |        |

Georges Candilis
architecte franco-grec